# Lubuntu
Lubuntu är en variant av linuxdistributionen Ubuntu som använder sig av skrivbordsmiljön LXQt. Lubuntu ska vara mindre resurskrävande än Ubuntu.